# Ancis

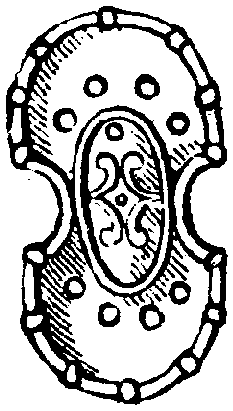
Ilustração de um antigo ancil, do Nordisk familjebok

Os ancis (em latim: ancilia; sg. ancile) eram antigos escudos de bronze pequenos e de formato oval, cujos entalhes em ambos os lados faziam com que tivessem a forma aproximada do número 8. Esse foi o formato padrão dos escudos durante o período micênico e provavelmente também ainda estavam em uso na Itália durante os primeiros séculos do I milênio a.C.
Na Antiguidade, de acordo com o filólogo romano Varrão (De lingua Latina 7.43), a palavra provinha do termo ambecisus, que significava "incisão mútua" (amb- "mútuo"; accidere, "cortar") Na pesquisa atual, no entanto, não se tem consenso sobre essa etimologia.

## Os escudos sagrados no culto romano
Embora os ancis não fossem mais utilizados nas guerras durante o período histórico romano, eles tiveram por todo o período um papel muito importante nos cultos romanos. Em Roma existiam doze escudos, que eram mantidos na Régia, a antiga casa do rei Numa Pompílio e depois sede dos cultos liderados pelo pontífice máximo no Fórum romano, guardados juntamente com a espada sagrada do deus Marte. Eram considerados desde os primeiros tempos como pignora imperii, "penhor do império", e consequentemente uma garantia da existência do poder romano. 
Em dois dias festivos, em março e em outubro, os escudos eram carregados pelos doze sacerdotes sálios, os sacerdotes de Marte, em procissão solene. As cerimônias eram denominadas ancilia ferre e ancilia movere, "carregar" e "mover" os escudos. Os sacerdotes caminhavam equipados com armadura, capacete, espada curta e lança, e percutiam os escudos com as armas de acordo com o ritmo ritual. De acordo com outra tradição, os escudos eram colocados em um tablado e expostos pela cidade - o que não necessariamente invalida o relato anterior, já que pode se tratar de outra fase da procissão. Depois da procissão, os escudos eram guardados novamente na Régia, provavelmente na câmara oeste, do santuário de Marte, no ato que se denominava ancilia condere ("guardar os escudos"). Como os dias dessas procissões eram considerados dias religiosos, ou seja "nefastos" (ne fas, "não se faça"), era proibido contrair matrimônio, iniciar uma campanha militar ou conduzir certas transações. 
As duas datas das procissões, março e outubro, aparentemente determinam o início e o fim da estação das colheitas, mas também marcam o período das campanhas militares, com o fim do inverno. Nesse sentido, o uso dos termos latinos para as procissões também indicaria o início e o fim das campanhas: ancilia movere em março, para começar a estação da guerra, e ancilia condere, para encerrá-la em outubro, antes do início de um novo inverno. 

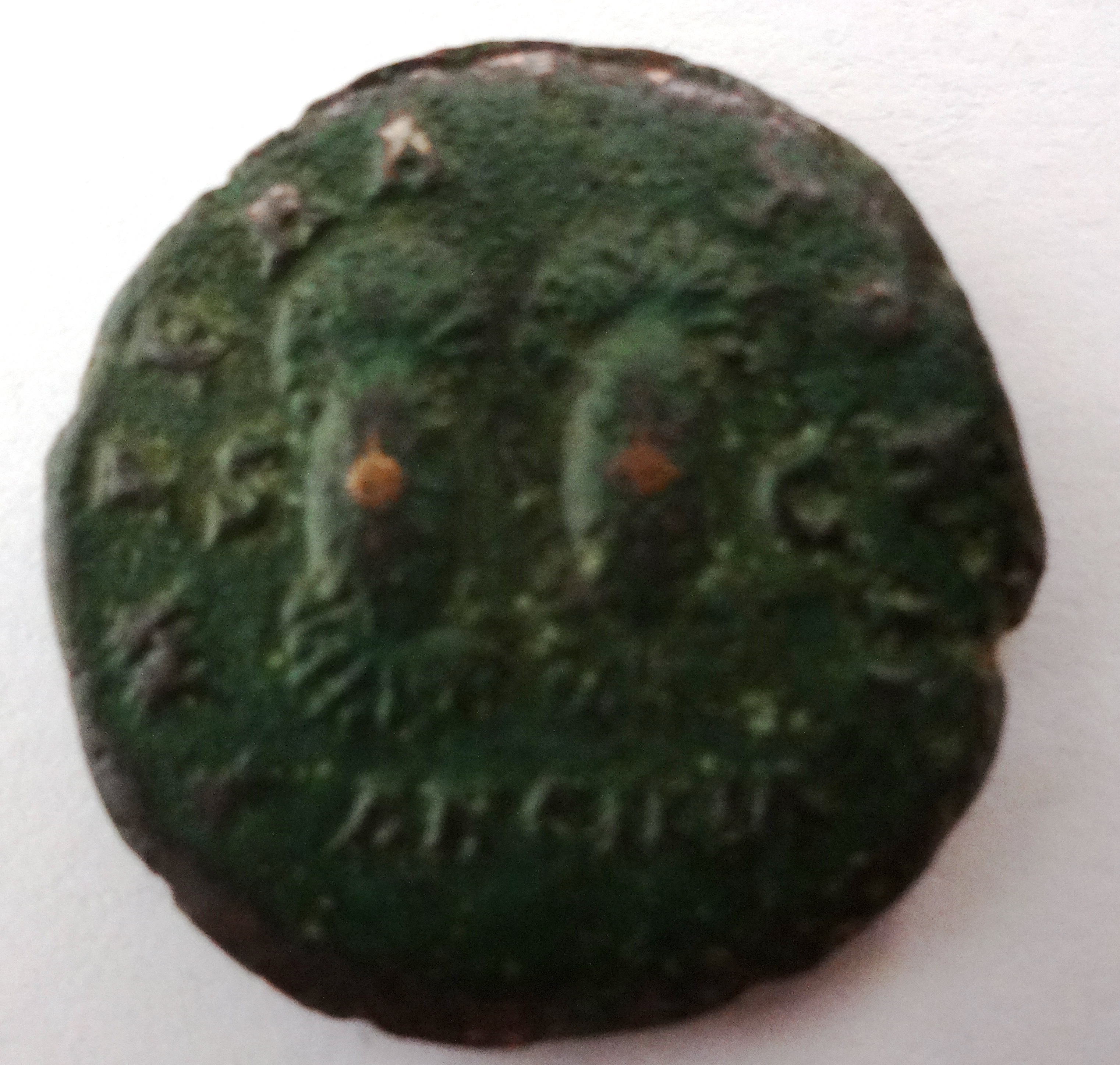
Dois escudos no verso de uma moeda do período de Antonino Pio, Kampmann Nr. 35.179

No começo de cada campanha, o general se dirigia à Régia e conduzia um ritual, cujos detalhes pouco conhecemos, em que clamava "Mars vigilia!" ("Marte, fique vigilante!"). Porém, a própria existência dos escudos e das espadas de Marte havia sido considerada nos primórdios um prodígio, ou seja, um sinal da ira dos deuses ou prenúncio de desastres.

## A origem lendária divina dos escudos
A origem dos doze escudos já não era mais conhecida nos tempos históricos, mas circulavam várias lendas sobre seu alegado surgimento divino. Nos Anais do poeta Ênio, o rei Numa Pompílio recebia os escudos de sua amante, a ninfa Egéria. Fontes posteriores, porém, afirmam que Numa havia recebido os escudos caídos do céu, no oitavo ano de seu reinado, como presente dos deuses durante uma praga.
De acordo com um relato mais detalhado do mito, provavelmente composto durante o período de Augusto, caiu do céu durante a praga apenas um escudo. Numa Pompílio o reconheceu como um presente divino contra a doença, como um "penhor do império". temendo que esse sinal pudesse ser roubado, ordenou ao ferreiro Mamúrio Vetúrio que forjasse outros onze escudos idênticos, para que os possíveis ladrões não soubessem qual era o escudo original. Então, ele criou um cargo religioso especial para cuidar dos escudos, os sacerdotes sálios do deus Marte.